# La prima regola del mago
La prima regola del mago (Wizard's First Rule) è un romanzo fantasy del 1994 dello scrittore statunitense Terry Goodkind e rappresenta il primo libro della saga delle La spada della verità, preceduto da Debito di ossa e seguito dal romanzo Stone of Tears.
È stato pubblicato in lingua italiana per la prima volta da Fanucci suddiviso in due volumi, L'assedio delle tenebre (1998) e La profezia del mago (1999). In seguito è stato ripubblicato in volume unico col titolo La spada della verità - Volume 1 (2001) e La prima regola del mago (2014).

## Trama

### L'assedio delle tenebre
Richard Cypher vive nei Territori dell'ovest; suo padre George è appena stato ucciso in maniera brutale, e lui sta cercando, nella Foresta di Ven, uno strano rampicante che il padre, prima di morire, ha lasciato in un vaso che costituiva il loro nascondiglio segreto. Incontra nel bosco una bellissima ragazza, vestita con uno strano ed elegantissimo abito bianco, e le offre il suo aiuto per sfuggire a quattro uomini che la stanno inseguendo. Dopo aver eliminato i quattro uomini, rivelatisi essere i componenti di un Quadrato, mandato appositamente per ucciderla, Richard apprende che la sua nuova amica si chiama Kahlan Amnell, ed ha appena valicato il terribile Confine che separa i Territori Occidentali dalle Terre Centrali per chiedere l'aiuto del potente Primo Mago, misteriosamente scomparso anni prima dalle Terre Centrali, cancellando ogni ricordo sulla sua identità. Il Primo Mago è l'unico che può aiutare le Terre Centrali contro l'aggressione del malvagio Darken Rahl, Signore del D'Hara, l'impero posto ad Est delle Terre Centrali e separato da esse da un Confine magico simile a quello che separa le Terre Centrali dai territori dell'ovest. Darken Rahl ha però appreso le arti magiche necessarie per attraversare e abbattere i confini. Dopo aver abbattuto quello tra il D'hara e le terre centrali, ha invaso e sottomesso la maggior parte delle nazioni presenti in questa regione. Kahlan è riuscita a scampare al massacro del suo ordine e, grazie all'aiuto degli allievi del Primo Mago ha attraversato il confine per rintracciarlo. Kahlan vuole chiedere in particolare al Primo Mago di nominare un nuovo Cercatore della Verità, che diverrà il portatore di una potente arma magica: la Spada della Verità; e potrà forse essere l'unico in grado di contrastare la malvagità di Darken Rahl, secondo un'antica profezia.

### La profezia del mago
Durante il viaggio verso il confine, Richard e Kahlan instaurano una fortissima amicizia, della quale Richard fa capire alla ragazza i suoi veri sentimenti. Dopo che Zedd e Chase rimangono feriti da delle creature del confine, Richard e Kahlan continuano da soli, fino ad arrivare dal Popolo del Fango, dove i due si scambieranno il loro primo bacio. Gli anziani del Popolo del Fango rivelano ai viaggiatori di andare da Shota. Kahlan viene successivamente rapita dallo scagnozzo di Shota, Samuel, e conduce la ragazza nel Pozzo di Agaden, dove vive Shota, una potente strega, che si rivela una bellissima donna, molto ambigua, che da un lato blandisce Richard ma dall'altro tenta di eliminare Kahlan. Inoltre mette in guardia Richard dai suoi amici Zedd e Kahlan, che secondo una sua visione su un probabile futuro tenteranno di usare i loro poteri contro di lui. Alla fine, comunque, Shota rivela a Richard e Kahlan che la terza scatola dell'Orden è nelle mani della Regina Milena di Tamarang. Una volta scampati alla strega, Richard e Kahlan si dichiarano ufficialmente. Ma i due non possono stare insieme a causa del potere di Kahlan, che in caso di un rapporto vero e proprio distruggerebbe la volontà Richard in modo permanente. Richard seppur infelice per la notizia, le rimane accanto. E viceversa.
Richard e Kahlan si dirigono verso Tamarang; poco prima di arrivare al castello della Regina Milena, vengono raggiunti da Zedd, ormai guarito. I tre arrivano a Tamarang e scoprono che la regina non ha più la scatola. Mentre si allontanano da Tamarang, incontrano Chase in compagnia di Rachel, una ragazzina ex-servetta della principessa Violet, la figlia della regina, che, con l'aiuto del mago Giller, ha sottratto la scatola dell'Orden.
Quando tutto sembra andare per il meglio, Richard viene catturato da Denna, una Mord-Sith, ovvero una donna guerriera addestrata a catturare i dotati di potere magico. Denna, che serve Darken Rahl, tortura Richard fino a renderlo totalmente succube; durante le torture, Richard colpisce con un calcio la principessa Violet, che voleva partecipare e aveva minacciato di catturare, torturare e uccidere Kahlan, e le mozza la lingua. La regina Milena vuole punire Richard e tenta di ucciderlo, ma viene uccisa prima da Denna.
Denna e Richard partono da Tamarang e si recano al Palazzo del Popolo, capitale del D'Hara, ove risiede Darken Rahl. Mentre Richard langue in una cella nel palazzo, Kahlan, Zedd e Chase, che stanno seguendo le tracce di Richard, vengono aggrediti da soldati D'Hariani comandati dal cattivissimo Demmin Nass. Bloccato Zedd con la magia, immobilizzato Chase dai soldati, Demmin Nass sta per condurre Kahlan prigioniera da Darken Rahl, quando Kahlan, appreso che Richard è stato torturato ed è probabilmente morto, scatena il Con Dar, una condizione magica talmente potente da annullare anche le protezioni magiche di Rahl, che le consente di sgominare i nemici, di liberare Zedd e di raggiungere il Palazzo del Popolo.
Nel frattempo Richard, che è riuscito a mantenere una parte della sua mente libera dal dominio di Denna, con cui durante la prigionia ha instaurato un forte legame preternaturale, la uccide con la Spada della Verità, non prima di averla perdonata e di aver compreso che la sua crudeltà era dovuta al terribile addestramento a cui era stata lei stessa sottoposta da Darken Rahl. Momentaneamente liberato da Darken Rahl, che sa di poterlo ricattare minacciando di uccidere Kahlan, Richard scopre che Scarlet, il drago rosso di Darken Rahl, è tenuta in pugno dal Signore del D'Hara che tiene in ostaggio il suo uovo. Richard restituisce l'uovo a Scarlet e ne diviene amico.
All'interno del Giardino della Vita, Darken Rahl sta per aprire l'unica tra le due scatole dell'Orden che gli consentirebbero di assumere poteri magici inimmaginabili; costringe Richard a declamare il Libro delle Ombre Importanti, ma Richard omette volutamente la parte finale delle istruzioni, cosicché Darken Rahl apre la scatola sbagliata e sprofonda nel Mondo Sotterraneo.
Richard rivela a Kahlan il suo amore, talmente forte da annullare il potere di Depositaria, ed assieme a Siddin, partono in groppa a Scarlet per riportare il piccolo dai genitori presso il Popolo del Fango.

## Adattamento televisivo
È stata tratta la serie televisiva La spada della verità che ha esordito il primo di novembre negli Stati Uniti. La prima stagione è composta da 22 episodi, corrispondenti al primo libro Wizard's First Rule, in Italia pubblicato da Fanucci come L'assedio delle tenebre e La profezia del mago.

## Edizioni

### Edizioni separate
- Terry Goodkind, L'assedio delle tenebre, traduzione di Nicola Gianni, I ed., Fanucci, 1998,  p. 384.
- Terry Goodkind, La profezia del mago, traduzione di Nicola Gianni, I ed., Fanucci, 1999,  p. 416, cap. 71, ISBN 0-7653-0524-0.

### Edizioni unificate
- Terry Goodkind, La spada della verità Vol. 1, traduzione di Nicola Gianni, 1 ed., Fanucci, 2001, ISBN 978-88-347-0804-0.
- Terry Goodkind, La spada della verità Vol. 1, traduzione di Nicola Gianni, Fanucci, 2003, ISBN 978-88-347-0919-1.
- Terry Goodkind, La spada della verità Vol. 1, traduzione di Nicola Gianni, Fanucci, 2006, ISBN 978-88-347-1212-2.
- Terry Goodkind, La spada della verità Vol. 1, traduzione di Nicola Gianni, Fanucci, 2010, ISBN 978-88-347-1619-9.
- Terry Goodkind, La prima regola del mago, traduzione di Nicola Gianni, Fanucci, 2014, ISBN 978-88-347-2710-2.